# Distretto di Ağcabədi
Il distretto di Ağcabədi (in azero: Ağcabədi rayon) è un distretto dell'Azerbaigian. Il suo capoluogo è Ağcabədi.